# Albrecht Burchard (Mediziner)
Albrecht Carl Martin Burchard (* 30. August 1873 in Todenhagen bei Pantlitz im Kreis Franzburg; † 4. September 1948 in Rostock) war ein deutscher Mediziner und Hochschullehrer, der sich insbesondere auf die Röntgendiagnostik spezialisiert hatte.

## Leben

### Familie
Albrecht Burchard wurde als Sohn des Landwirts und Rittergutspächters Friedrich Burchard († 1878) und dessen Ehefrau Elisabeth, geb. Janentzki († 1917) geboren.
Im Oktober 1900 heiratete er Else, geb. Werther (* 17. Dezember 1876 in Rostock; † 1. April 1922), die Tochter des Buchhändlers Wilhelm Werther (1847–1930). Aus dieser Ehe ging ein Kind hervor.
Nach dem Tod seiner ersten Frau im April 1922 heiratete er im Juli 1923 Margarethe (geb. Günther, * 27. Januar 1890 in Braunschweig), die Tochter eines Schneidermeisters. Sie arbeitete als Röntgenassistentin.

### Werdegang
Nach dem Abschluss seiner Schulbildung, die er im März 1893 mit dem Abitur in Rostock beendete, begann Albrecht Burchard sein Studium der Humanmedizin an den Universitäten Freiburg und Rostock. Seit 1893 gehörte er der Freiburger Burschenschaft Alemannia an. Im Januar 1899 legte er das medizinische Staatsexamen ab, erhielt die Approbation und erlangte seinen Doktorgrad an der Universität Rostock mit der Dissertation Beiträge zur Kenntnis des Ablaufs und die Größe der durch Micrococcus ureae liquefaciens bewirkten Harnstoffe.
Nach seiner Promotion trat er als Assistenzarzt von Frühjahr bis Herbst 1899 an der Medizinischen Universitätsklinik Halle in den Dienst, bevor er von Herbst 1899 bis Herbst 1900 als Assistenzarzt in die Medizinische Universitätsklinik Rostock wechselte. Im Herbst 1900 ließ er sich als Allgemeinpraktiker in Rostock nieder, wo er 1904 (andere Quelle 1906) den Facharzt für Röntgenologie erwarb. Im selben Jahr gründete er ein privates Röntgenlaboratorium sowie eine Klinik für elektrisch-physikalische Heilmethoden, die er bis 1947 leitete. Seine Arbeit in der Röntgendiagnostik trug zur Etablierung dieser Disziplin in der medizinischen Praxis bei.
Zusätzlich zu seiner praktischen Tätigkeit war Burchard auch akademisch aktiv. Ab Februar 1913 war er Privatdozent für Röntgenologie an der Universität Rostock, erhielt im Mai 1918 den Titel eines Titularprofessors und wurde im Juni 1921 außerordentlicher Professor mit Lehraufträgen in Röntgenologie.
Während des Ersten Weltkriegs diente er von Dezember 1914 bis November 1918 als Leiter einer Militär-Röntgenstation in Frankreich und war Oberfeldarzt und Chefarzt eines Feldlazaretts.
1920 verfasste er einen Beitrag zur chirurgischen Röntgendiagnostik der Gasphlegmone für das Handbuch der ärztlichen Erfahrungen im Weltkriege 1914/1918.
Nach dem Krieg setzte er den Betrieb seiner privaten Röntgenpraxis in Rostock fort.
Nach seiner Emeritierung im Jahr 1938 war er bis mindestens Oktober 1947 weiterhin als Röntgenfacharzt in Rostock tätig.
Sein Hauptarbeitsgebiet umfasste die verschiedenen Zweige der Röntgendiagnostik und seine Habilitationsschrift von 1913 mit dem Titel Die röntgenologische Nierendiagnostik war ein Beleg für seine Expertise auf dem Gebiet und zeigt seinen Beitrag zur Weiterentwicklung der Röntgendiagnostik.

## Ehrungen und Auszeichnungen
Während des Ersten Weltkriegs wurde Albrecht Burchard mit dem Eisernen Kreuz II. Klasse ausgezeichnet.

## Mitgliedschaften
Von 1921 bis 1933 war Albrecht Burchard Mitglied der Vereinten Freimaurerloge in Rostock.
1933 trat er dem Opferring der NSDAP, der NS-Volkswohlfahrt und 1934 dem NS-Lehrerbund bei.

## Schriften (Auswahl)
- Beiträge zur Kenntnis des Ablaufs und die Größe der durch Micrococcus ureae liquefaciens bewirkten Harnstoffe. München, 1899.
- Die röntgenologische Nierendiagnostik. Hamburg, 1913.
- mit Johannes Reinmöller: Die zahnärztliche Röntgenologie. Ein Lehrbuch und Atlas für Zahnärzte und Studierende. Leipzig, 1914.